# Courcelles-en-Bassée
Courcelles-en-Bassée – miejscowość i gmina we Francji, w regionie Île-de-France, w departamencie Sekwana i Marna.
Według danych na rok 1990 gminę zamieszkiwały 202 osoby, a gęstość zaludnienia wynosiła 19 osób/km² (wśród 1287 gmin regionu Île-de-France Courcelles-en-Bassée plasuje się na 990. miejscu pod względem liczby ludności, natomiast pod względem powierzchni na miejscu 345.).